# Église Santa Felicita de Florence

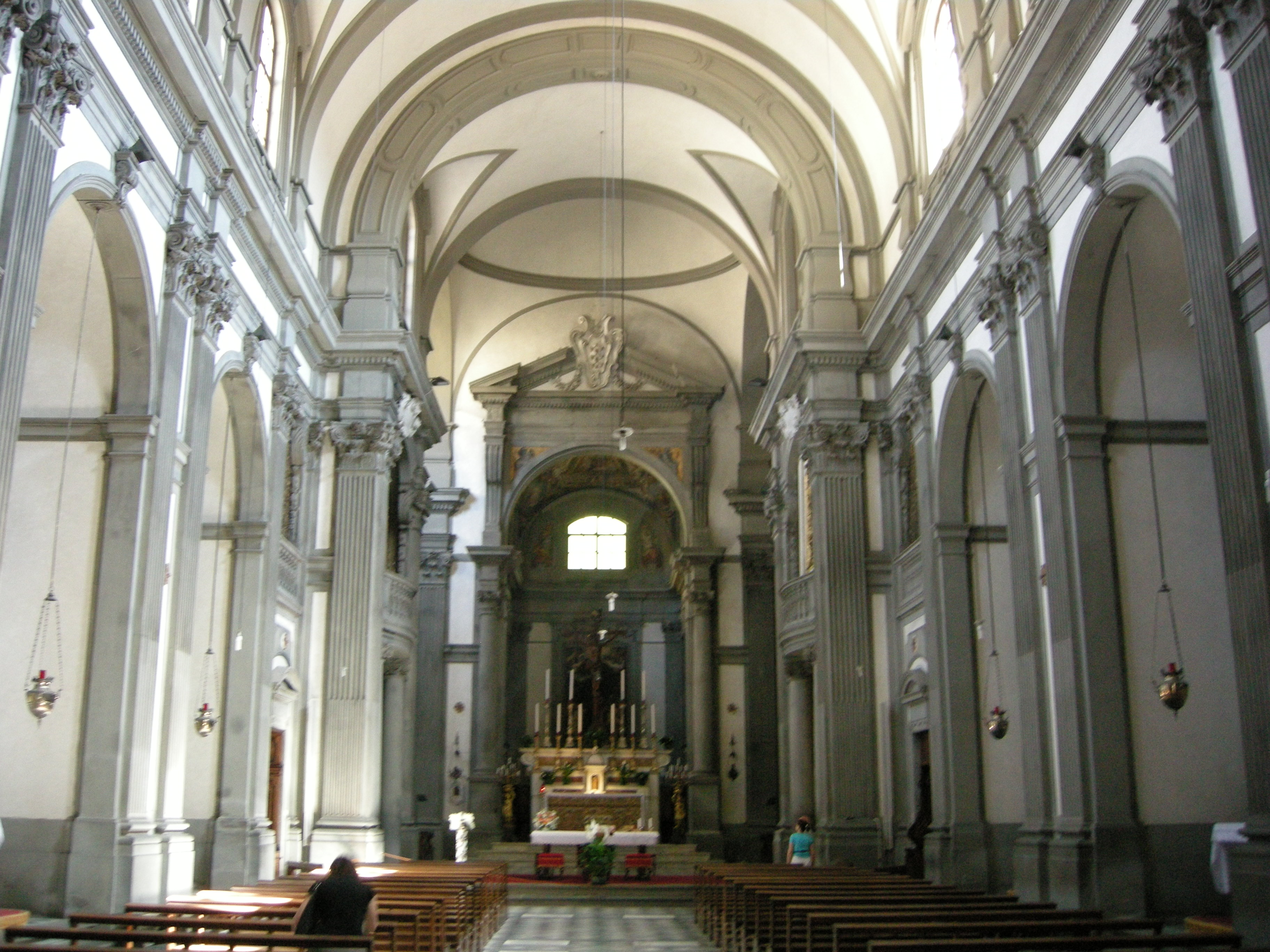
Intérieur de l'église.

Pour les articles homonymes, voir Église Sainte-Félicité.
L'église Santa Felicita (en français, église Sainte-Félicité) est une église de la ville de Florence (Italie) dans le quartier Oltrarno, probablement la plus ancienne de la ville après San Lorenzo.

## Historique
Au IIe siècle, des marchands grecs syriens se sont installés dans le secteur du sud de l'Arno et ont très certainement apporté le christianisme dans la région. La première église sur ce site a été probablement construite à la fin du IVe  ou au début du  Ve siècle et a été consacrée à sainte Félicité de Rome.
Une nouvelle église a été construite au XIe siècle et l'église actuelle date en grande partie de 1736-1739, quand Ferdinando Ruggieri l'a transformée en un édifice à une nef. Le monastère a été supprimé sous l'occupation napoléonienne de 1808-1810.
Le Corridor de Vasari qui traverse la façade de cette église et une grande fenêtre, fermée par une porte épaisse, permettait aux grands-ducs de la famille Médicis d'écouter la messe sans être vus par les personnes placées dans la nef.

## L'église
Les seuls restes romans du XIVe siècle sont dans la salle du chapitre avec des fresques fragmentaires (1387) de Niccolò di Pietro Gerini (la Crucifixion et, au plafond, des cocardes avec le Rédempteur et les Sept Vertus).
La sacristie de Filippo Brunelleschi date de 1473 et était sous les auspices de la famille Canigiani. On y trouve une Vierge à l'Enfant de Taddeo Gaddi (XIVe siècle). Du XVe siècle une Adoration des mages de Francesco d'Antonio et Sainte Félicité avec ses sept fils de Neri di Bicci.
La chapelle Barbadori (ou Capponi) date aussi du XVe siècle (1419-1423) ; elle a été conçue par Brunelleschi. Quand le parrainage est passé à Ludovico Di Gino Capponi, la décoration a été confiée au Pontormo, qui y a travaillé de 1525 jusqu'à 1528. La peinture de la voûte a disparu mais on peut toujours voir Les Quatre Évangélistes dans les pendentifs et deux des plus grands chefs-d'œuvre de Pontormo : La Vierge et l’archange Gabriel sur le mur de côté et le retable de la Déposition au-dessus de l'autel. Ce dernier, enserré dans sa belle gloire dorée, avec ses dimensions surréalistes de corps allongés et empêtrés et sa gamme de couleurs irisées, constitue une des œuvres les plus importantes des débuts du maniérisme. La verrière dépeignant le Voyage au Sépulcre est une copie de celle faite par Guillaume de Marcillat en 1526.

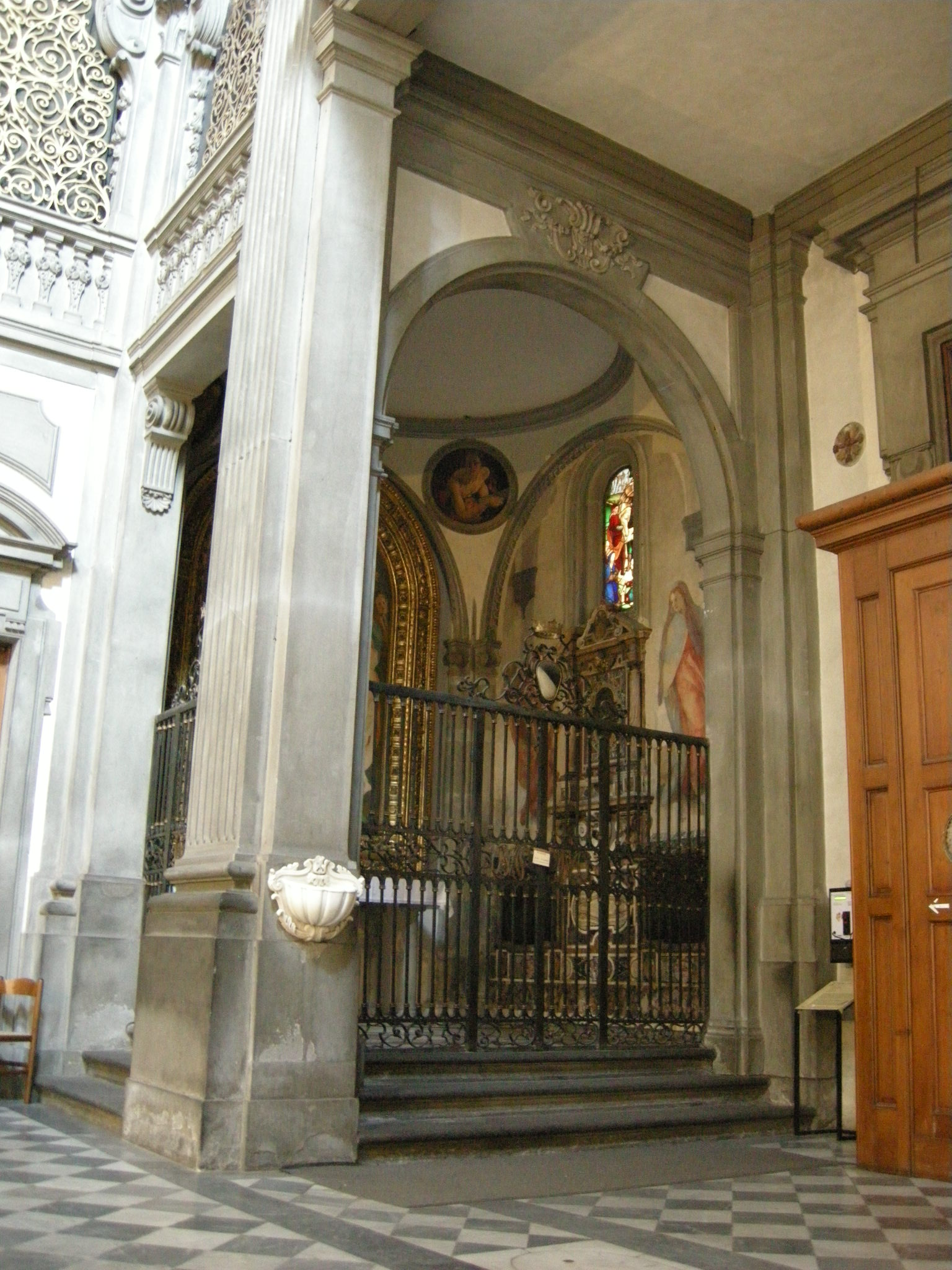
La chapelle Barbadori.

Le désir de créer un espace complémentaire à celui-ci a mené à la décoration de la chapelle Canigiani par Bernardino Poccetti (le Miracle de Notre Dame de la Neige, 1589-1590). En 1565, comme l’écrit Vasari lui-même, le grand-duc Cosme Ier de Médicis a décidé de construire le long couloir qui connecterait le Palazzo Vecchio avec la nouvelle résidence Médicis (le palais Pitti), précédemment propriété de la famille Pitti ; comme celui-ci passait par l'église de Santa Felicita, celle-ci a commencé à jouer un rôle très important dans la vie de la cour Médicis. À la demande de la famille Guicciardini, Valerio Cigoli a été désigné comme responsable de la conception du chœur, dans lequel l'historien célèbre Francesco Guicciardini a été enterré en 1540. Le travail continu jusqu'à la voûte a été décoré par Michelangelo Cinganelli (en) (aux environs de 1620) ; au-dessus de l'autel se trouve une Adoration des bergers attribuée à Francesco Brina (1587).
Dans l'église on trouve aussi le Martyre des Maccabées (1863) par Antonio Ciseri dans la 3e chapelle à droite, La Rencontre de sainte Anne et saint Joachim, attribué à Michele Tosini, au fond du transept droit, l'Assomption de la Vierge avec les saints (1677), attribué à Baldassare Franceschini, au fond du transept gauche.

## Le cloître
Ce cloître fait partie du complexe bénédictin de clôture féminine de Santa Félicita. Le monastère est cité pour la première fois dans une charte de 1050, mais, comme en 1059 il fut reconstruit intégralement parce que délabré, il est permis de supposer qu'il soit très antérieur au XIe siècle.
Il fut dénommé par les religieuses "petit cloître" parce qu'au XVIIe siècle, en direction Est, fut construit un « grand cloître » aujourd'hui absorbé dans le complexe jouxtant la Surintendance de Pitti et non ouvert au public. Le petit cloître constitue, par son plan octogonal traditionnellement associé aux baptistères, un exemple rare d'architecture claustrale gothique. Selon la spécialiste Chiara Piccinini, le début des travaux est situé dans les années 1340 : une telle datation a été proposée grâce en particulier à la forme des feuilles de plantes marécageuses des chapiteaux corinthiens.
Les trois arcades du côté Est, donnant sur la salle capitulaire furent détruites en 1615 sur ordre du Prieur Saint Assetati afin d'agrandir le Chapitre et lui permettre d'accueillir un nombre plus élevé de religieuses. Au-dessus des marches du vestibule Est qui mène au Chapitre, une fenêtre (aujourd'hui murée) témoigne que cette source de lumière fut ouverte à l'occasion de l'agrandissement du XVIIe siècle du même Chapitre et du murage conséquent des arcades.
Sur le cadre en pietra serena on lit encore l'inscription suivante : [FECI]T ASSET-PRIOR (« le Prieur Assetati le Fit »). Les arcades restantes du rez-de-chaussée furent détruites au XIXe siècle. Au premier étage, souligné par un filet de dentelle, courait une loggia gothique elle aussi, laquelle au cours du XVIIIe siècle fut fermée par Ferdinando Ruggeri et réadaptée en pièces s'ouvrant sur le cloître même avec des fenestrons amples encadrés de pietra serena et espacé par des fenêtres à lobes.
Au centre du cloître gothique était placé un puits par la suite remplacé par une vasque sur gradins qui n'est plus en place.
En 1383 furent édifiées des pièces menant directement de la collégiale au cloître à l’est, à travers la Salle capitulaire (ouverte au public le vendredi après-midi), laquelle fut peinte à fresques en 1387 par Niccolò di Pietro Gerini (élève de Giotto). Dans les années 1736-1739, quand Ruggeri restaura l'église, il transforma la loggia supérieure du cloître, les petites travées gothiques du vestibule qui conduit au Chapitre furent coupés, sacrifiant ainsi l'ampleur initiale du couloir gothique.

## La sacristie[1]

### Avant la sacristie Renaissance
Avant la sacristie renaissance visible au XXe siècle, existait une petite sacristie assez restreinte et d’accès incommode : elle ouvrait derrière le chœur de la chapelle majeure près de la base du clocher : cette pièce n'était pas visible directement de l'église.
Puis fut construite une sacristie pas encore assez grande, à l’emplacement de celle d’aujourd’hui. Elle était surmontée par un petit campanile.
Aussi, ni dans l’espace conventuel des moniales bénédictines, ni dans l’église Santa Félicita, n’existait de vraie sacristie, celle-ci était à l'usage exclusif des religieuses et servait de chapelle mortuaire.

### La sacristie Renaissance Canigiani
Le chevalier Giovanni di Antonio Canigiani laissa un legs testamentaire, daté du 15 mars 1473, afin de construire la sacristie actuelle (sans les quelques modifications du XIXe siècle décrites plus loin). Au centre du plafond fut placé le blason Canigiani avec l’ajout des clefs pontificales en sautoir, dont le chevalier avait été décoré en l’an 1468. L’édifice, qui est de style brunelleschien sur le modèle de la chapelle des Pazzi à Santa Croce, est attribué à un élève de Brunelleschi et non au Maître, celui-ci étant mort en 1446.

### Les remaniements duXIXesiècle
Durant les grands travaux des années 1840, la sacristie fut restaurée et, en partie aussi modifiée : l’embrasure de la porte, qui à l’origine était au centre de la paroi, fut déplacée comme on peut la voir aujourd’hui et les marches d’accès, de cinq passèrent à trois ; le pavement fut abaissé d’un demi-mètre et les deux marches en face de l’escarcelle furent éliminées ; les bases des deux pilastres furent refaites à neuf ; le lavabo en pierre (pietra serena) fut sculpté par un tailleur de pierres (1840) ; une grille à l'intérieur de la sacristie isolait le milieu conventuel ; l'ancien autel en bois fut remplacé par un autre (cet autel, qui serait le second, est conservé ailleurs) ; tout la décoration fut renouvelée œuvre de l’ébéniste de Cour Giuseppe Colzi et de ce mobilier ne reste aujourd'hui que le comptoir néoclassique sobre en bois de noyer de Moscou à l’extérieur et de sapin à l’intérieur (1842). Après cela le plancher fut refait encore deux fois ; l'actuel est moderne.
En 1865 fut réalisé le bénitier près de l'entrée et, dans le même atelier, furent sculptés (tous ou une partie seulement, on ne sait pas) les chérubins qui décorent l’encadrement. Puis en 1889 furent réalisés les vitraux colorés et l'autel que nous voyons (le troisième).
- (tout de suite à gauche en entrant) Vierge à l’Enfant, dite Madone Nerli, atelier de Filippino Lippi, début du XVIe siècle, en tempera sur bois, précédemment au-dessus du lavabo, nous ne savons pas son emplacement d’origine.
- (à gauche de l’autel) Nativité, attribuée à Niccolo di Pietro Gerini ou à son atelier. De cette fresque détachée, dont l’exécution est datée des environs de 1390, aucun document ne nous est parvenu précisant sa provenance. Son emplacement précédent était sur le mur où maintenant se trouve L'Annonciation.
- Autel en pietra serena, œuvre réalisée en 1889 sur commande de Pier Francesco Del Turco, maître d’œuvre de Santa Felicita, à la mémoire du prieur N. Del Meglio.
- (au-dessus de l’autel) Crucifix, Pacino di Bonaguida, en activité à Florence dans la première moitié du XIVe siècle. L’œuvre remonte à la première décennie. Nous ne connaissons pas son emplacement d’origine.
- (à droite de l’autel) L'Annonciation, de Nicolo di Pietro Gerini en activité à Florence entre 1368 et 1414-1416. Fresque détachée du mur de la salle capitulaire de Santa Felicita ; son exécution est datée des années 1390.
- (Paroi devant la porte) Lavabo en pietra serena, du tailleur de pierres Zuffanelli (1840).
- (à droite du lavabo) Sainte Félicité et ses sept fils de Neri di Bicci (1418-1492), œuvre exécutée en 1464 ; sur la prédelle, le même artiste a représenté Le Martyre des sept frères Maccabées. Aussi bien la toile que la prédelle proviennent de la chapelle Nerli de Santa Felicita (première à droite après la chapelle Capponi). Les deux martyres, celui de Sainte Félicité (IIe siècle) et celui de la sainte mère des Maccabées (IIe siècle av. J.-C.) furent associés et aussi confondus jusqu’à ce qu'une distinction de leurs fêtes soit faite, respectivement le 23 novembre et le 1er août. Au XIXe siècle cette église était dédiée en même temps aux deux saintes mères martyres et à leurs fils.
- (à droite du tableau de Sainte Félicité et ses sept fils) Vierge en majesté avec l’Enfant Jésus, attribuée à Giovanni del Biondo (actif à Florence de 1356 à 1398), tempera sur toile exécutée aux environs de 1360. Ce tableau provient peut être de l’annexe du monastère bénédictin de Santa Felicita. Quand il fut transféré dans la sacristie, il fut placé à côté de l’escarcelle, au-dessus de la porte.
- (sous la Vierge en majesté avec l’enfant Jésus) petite prédelle avec une image de dévotion, avec sur les côtés saint Antoine abbé et sainte Catherine d’Alexandrie, attribuée à Giovanni Del Biondo ; tempera sur toile exécutée aux environs de 1360, mais non prévue pour être placée avec l’œuvre précédente (7). Nous ne connaissons pas son emplacement d’origine, mais nous savons que pendant longtemps, elle fut placée sous la Piéta du maître de la Nativité Johnson (13), au-dessus de l’autel de la sacristie.
- (sur les murs en hauteur) Vitrail avec le blason des Canigiani, exécuté en même temps que l’autre vitrail en 1889.
- (Au-dessus du meuble de la sacristie) Vierge en majesté avec l’Enfant Jésus, quatre anges et les saints Jacques le majeur, Jean Baptiste, Luc et Philippe – dans les cimaises les prophètes, œuvre de Taddeo Gaddi (peintre présent à Florence de 1330 à 1366), datée de 1354. Nous ne connaissons pas son premier emplacement.
- Meuble de sacristie d’un sobre style néoclassique, réalisé par Giuseppe Colzi en 1842.
- (Sur le meuble) Vierge à l’Enfant, haut-relief en terre cuite polychrome attribuée à l’école de Luca della Robbia et datée aux environs de 1430. Nous ne savons pas avec certitude quelle fut son premier emplacement.
- (mur de la porte d’entrée) Pietà, attribuée au Maitre de la Nativité Johnson (lequel serait Domenico di Zanobi), date de 1470. Elle fut exécutée pour la famille Pitti, qui avait sa propre chapelle adjacente à la sacristie ; au XIXe siècle elle fut placée au-dessus de l’autel de la sacristie.
- (à côté de la Pietà) L’Adoration des Mages, attribué à Mariotto di Cristofano (première moitié du XVe siècle) elle provient peut être de la chapelle Pitti de Santa Felicita.
- (au-dessus de la porte d’entrée) Mariage mystique de sainte Catherine d’Alexandrie, lunette attribuée à Bicci di Lorenzo (1373-1452). Cette fresque a été détachée au XIXe siècle du chœur ancien du monastère et a souvent changé de place dans l’entrée du chapitre. Il est daté de la première moitié du XVe siècle.

## Œuvres notables

### Sainte Félicité et ses sept fils
Le tableau et sa prédelle ont été réalisés par Neri di Bicci en 1464.
La date exacte du martyre de Félicité de Rome reste sujet à débat. Nous ne sommes pas encore capables de déterminer si elle a été exécutée sous Antonin le Pieux, empereur à partir de 138 ou sous son beau-frère Marc Aurèle que lui a succédé en 161. Depuis toujours les avis sont contraires et ils oscillent pour la datation du martyre entre 146 et 164.
Le texte le plus ancien remonte aux IVe et Ve siècles et est de type légendaire. On y raconte comment de perfides Pontifes gentils se rendirent chez l'empereur pour dénoncer une matrone romaine, riche veuve, du nom de Félicité qui, selon les us dictés par les Constitutions Apostoliques, s'était vouée à la Vierge et priait avec ses sept fils, jour et nuit, son Dieu Unique. Un tel comportement fut jugé dangereux et outrageant pour l'empereur, et la mère et ses fils furent présentés au préfet Publio. Celui-ci il fut chargé par l'empereur d'interroger en premier la mère seulement. Le Préfet n’ayant pas réussi à la faire abjurer, il fut décidé d'interroger le jour suivant aussi les sept jeunes hommes. Félicité les exhorta à être forts et à ne pas abjurer, ce qu’ils firent. Publio adressa la mère et les fils à cinq juges chargés d'exécuter les sentences de mort, qu’ils subirent au Champ de Mars avec des supplices différents. Leur jour anniversaire est le 23 novembre.
Sainte Félicité a depuis toujours été associée, voire confondue, avec Hannah Solomonis, mère des sept Maccabées martyrisés par Antiochos Epiphane à Antioche le 1er août 161 av. J.-C. La preuve de cette erreur est la prédelle de Neri di Bicci qui décrit le martyre des sept Maccabées, en le confondant avec le martyre des sept fils de sainte Félicité ; de plus dans le tableau (que nous voyons au-dessus de la prédelle), il associe aux fils de sainte Félicité les noms des Maccabées, par ailleurs légendaires.

### Autres iconographies de sainte Félicité dans l'église
En plus du chef-d'œuvre de Neri di Bicci que nous pouvons voir à la sacristie, trois autres représentations de la sainte existent :
- dans l’église, dans la première chapelle en entrant à droite, de Giorgio Berti, Sainte Félicité exhorte ses propres fils au martyre (1810)
- dans le cupoletta du chœur de la chapelle majeure, Sainte Félicité et ses sept fils en gloire de Michel-Ange Cinganelli (1617-1619)
- parmi les fresques de la salle capitulaire, celle de Cosimo Ulivelli représente les deux saints patrons du monastère : Sainte Félicité et l’Archange Raphaël (1665).

### Le polyptyque de Taddeo Gaddi (1354)

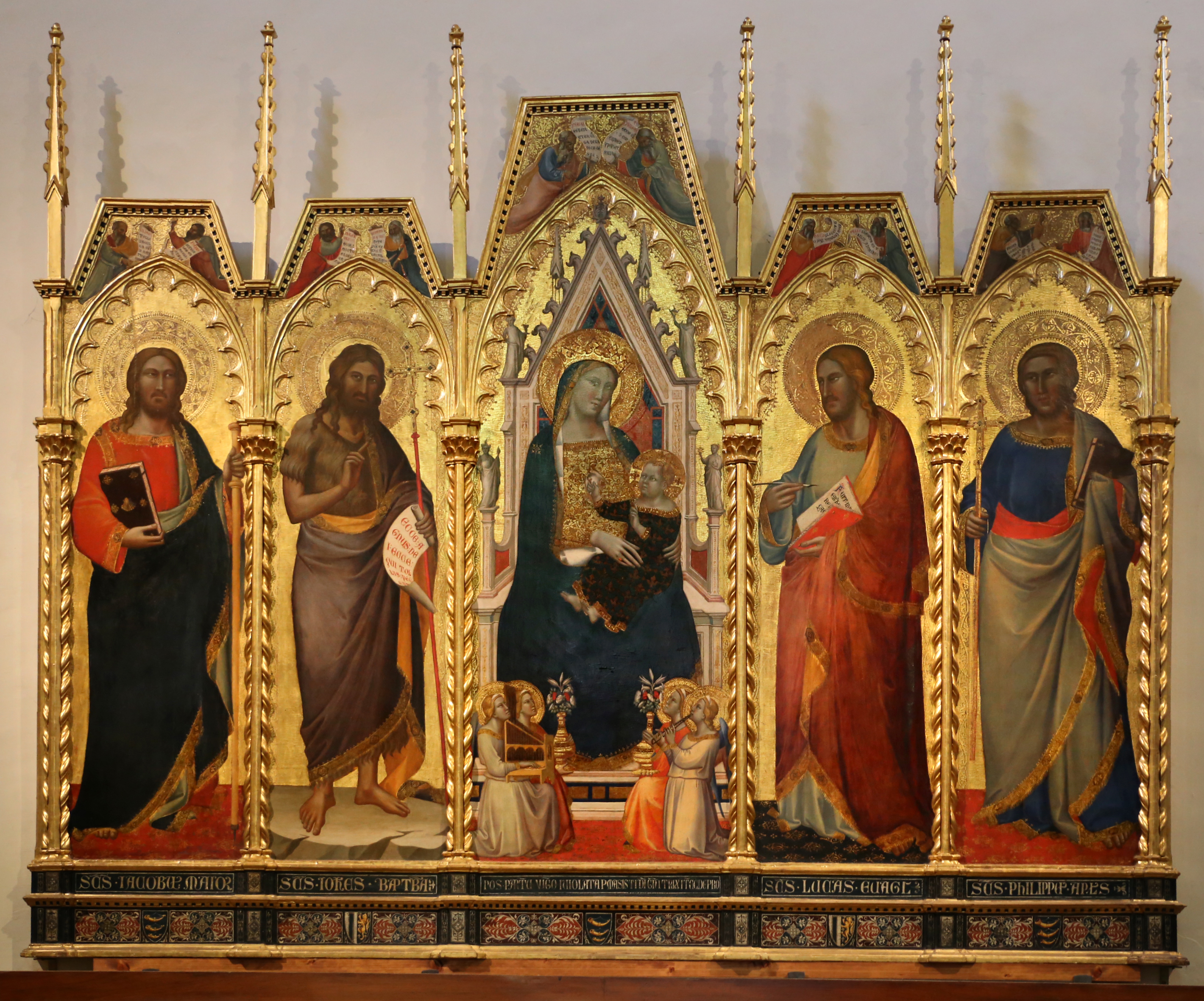
Polyptyque de Taddeo Gaddi.

L’œuvre fut attribuée pour la première fois à Taddeo Gaddi en 1864 par Cavalcaselle qui la voit installée dans la sacristie de Santa Felicita. Le polyptyque est privé de la prédelle et de ses cuspides.

### Œuvres du Pontormo
La Déposition

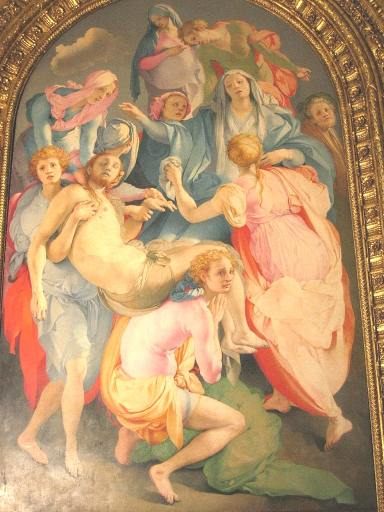
Vue générale
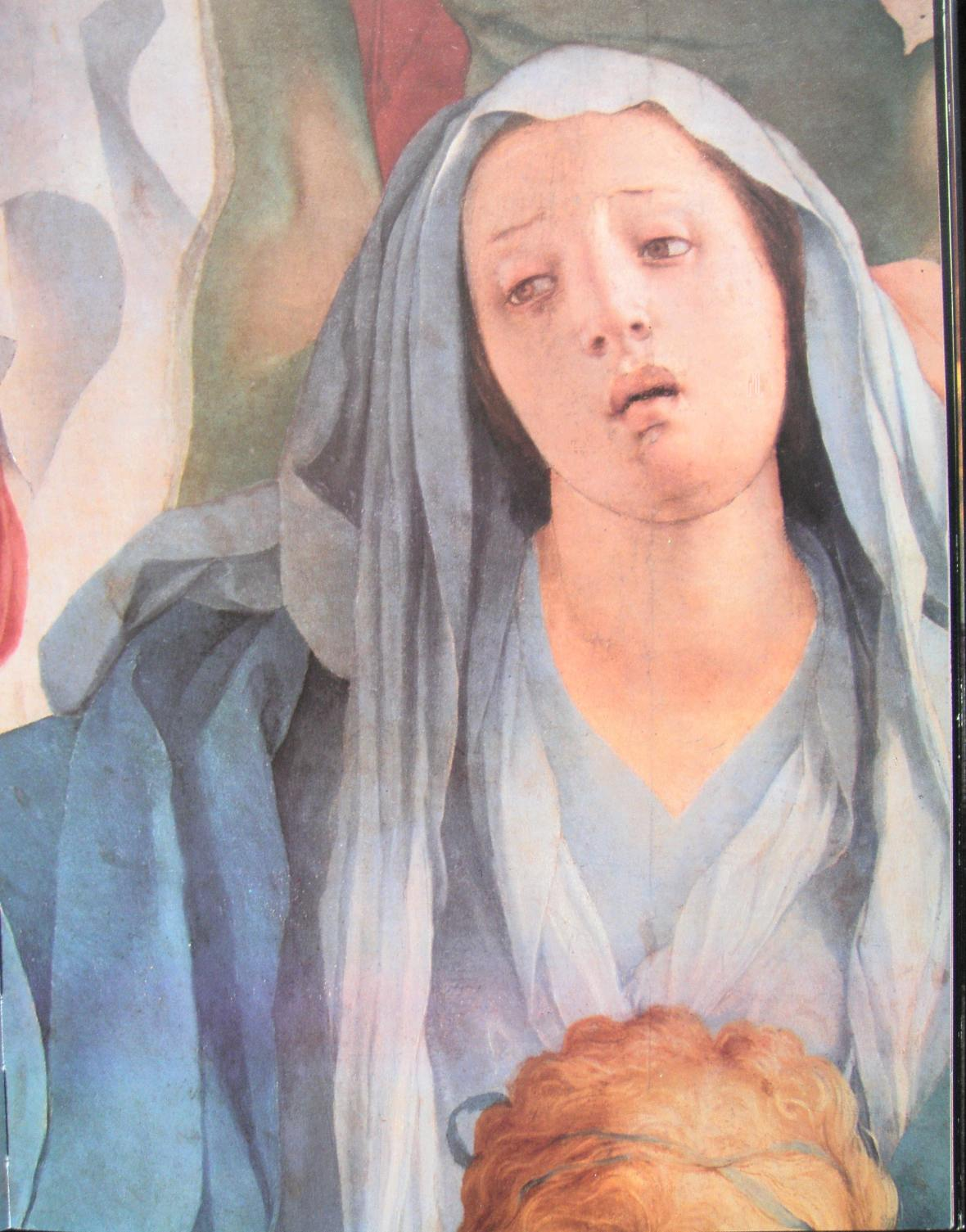
La Vierge des douleurs
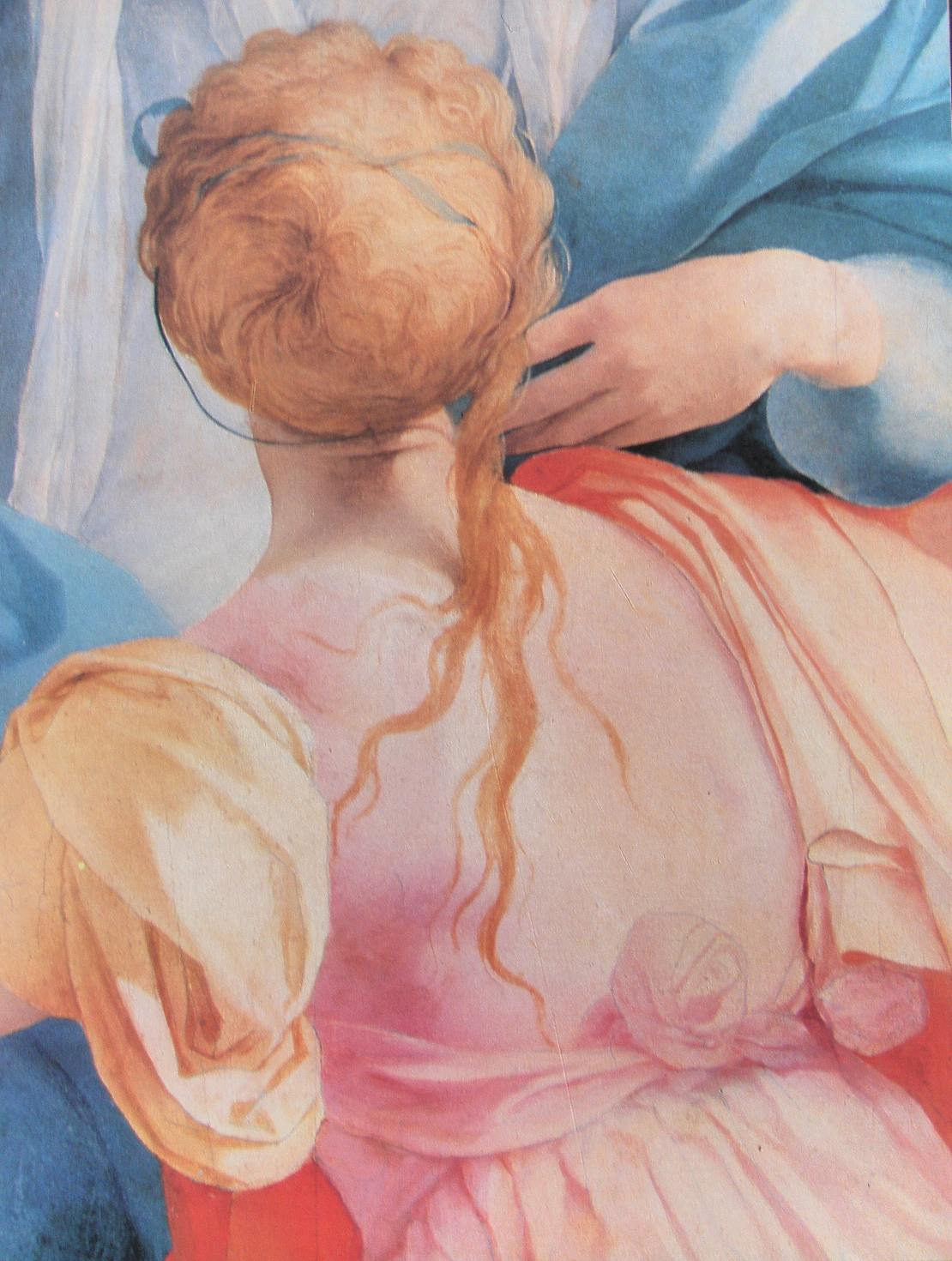
Marie-Madeleine
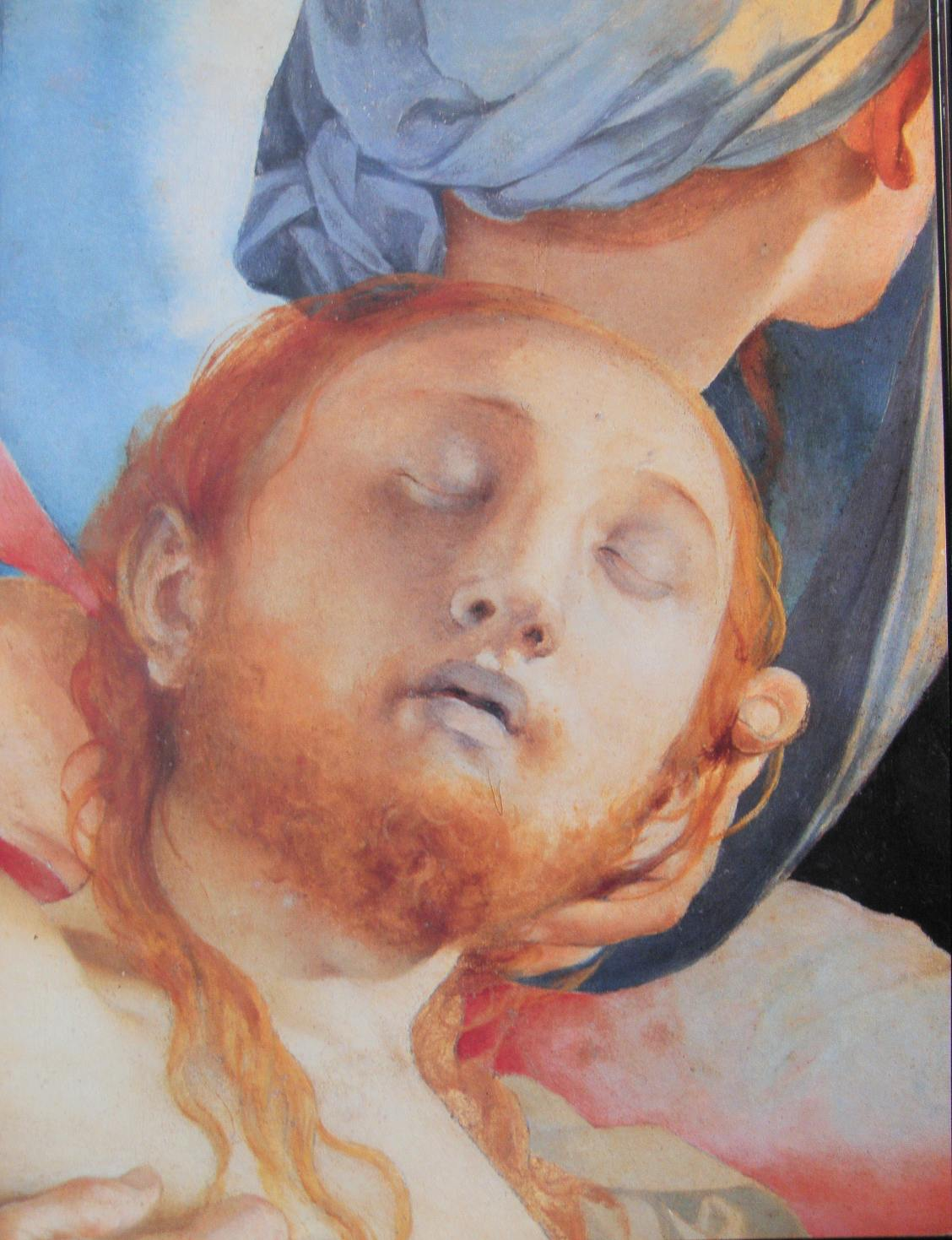
Tête du Christ mort

Médaillons

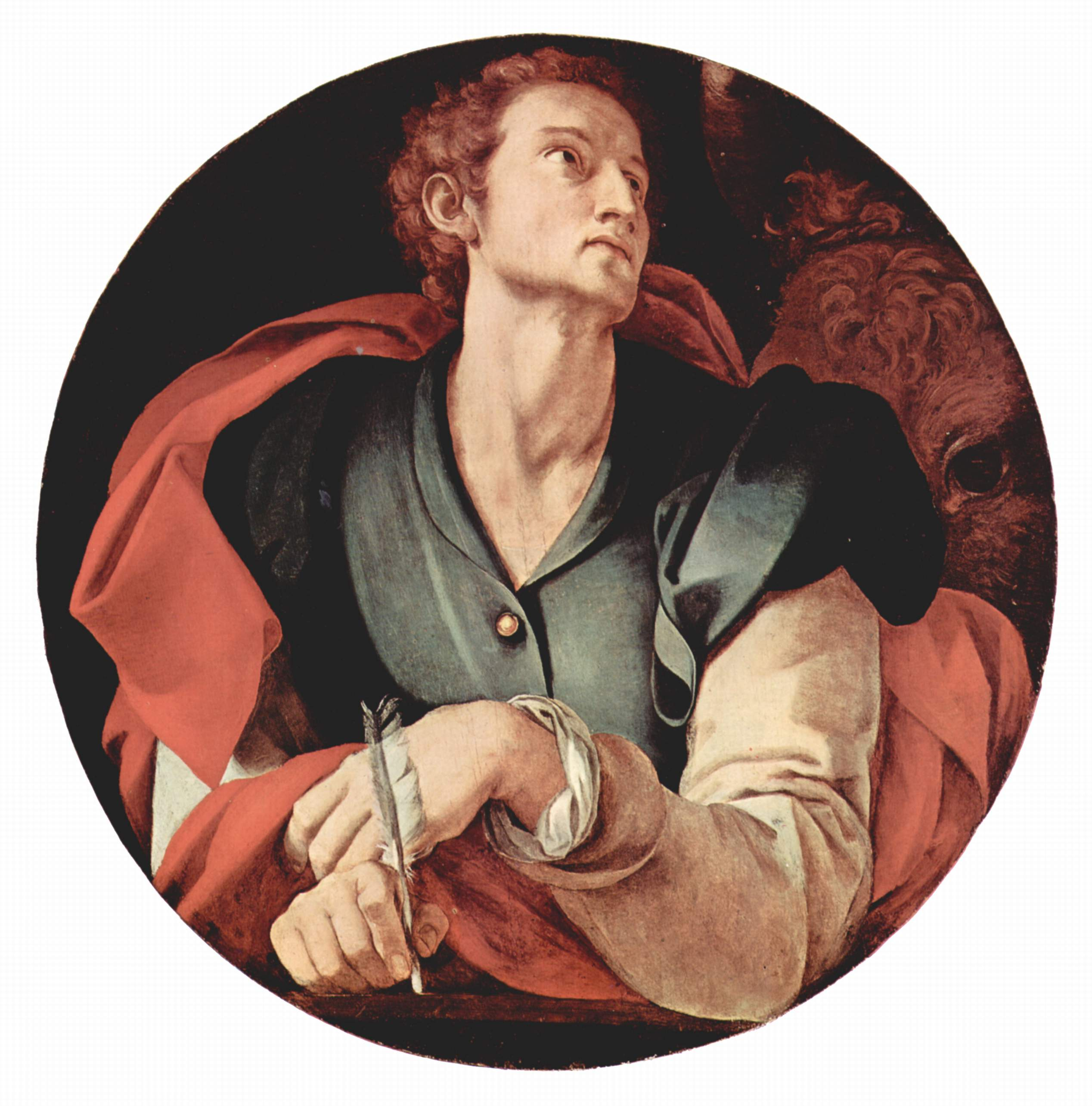
Saint Luc
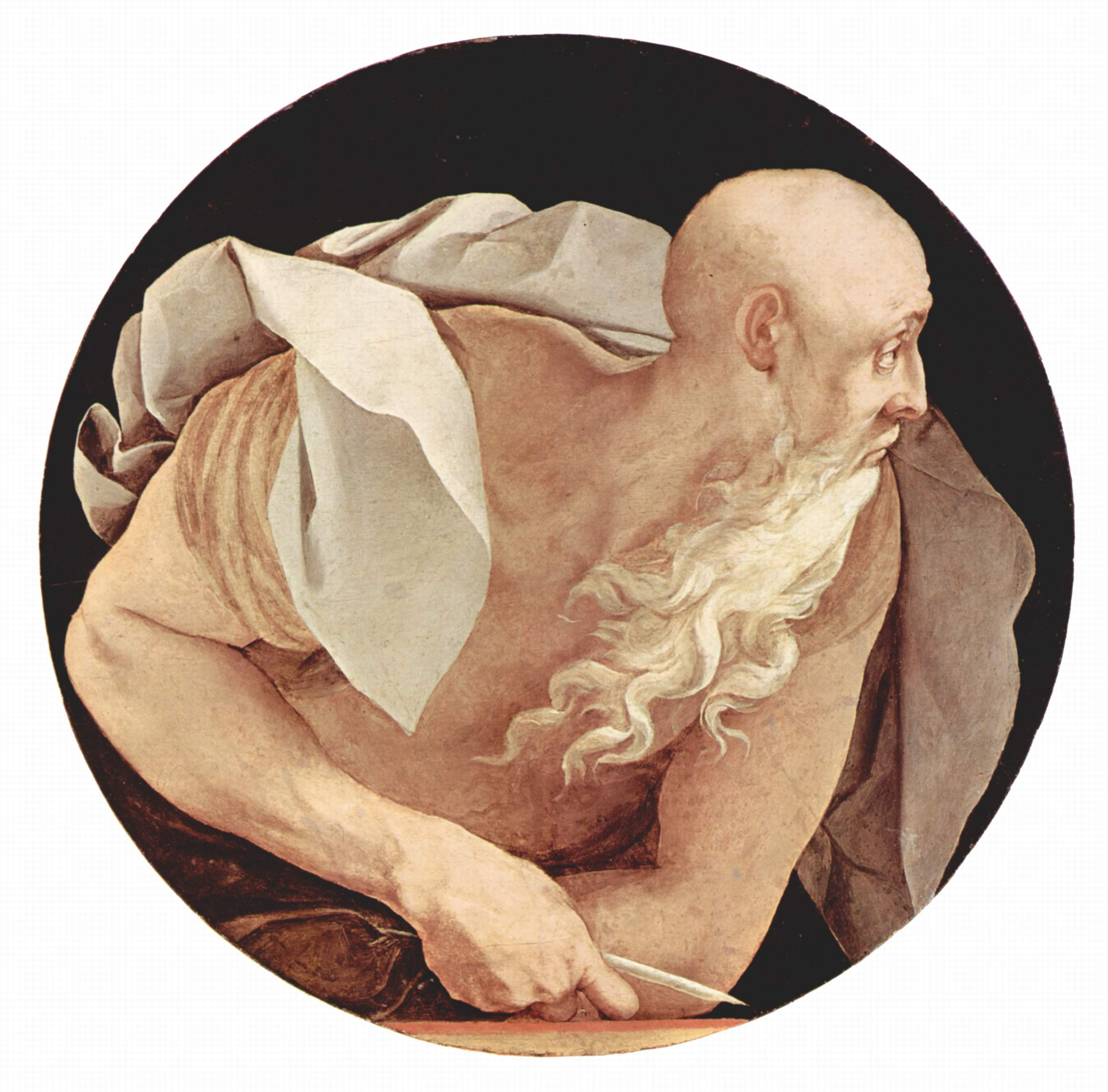
Saint Jean

### Œuvres de Bronzino

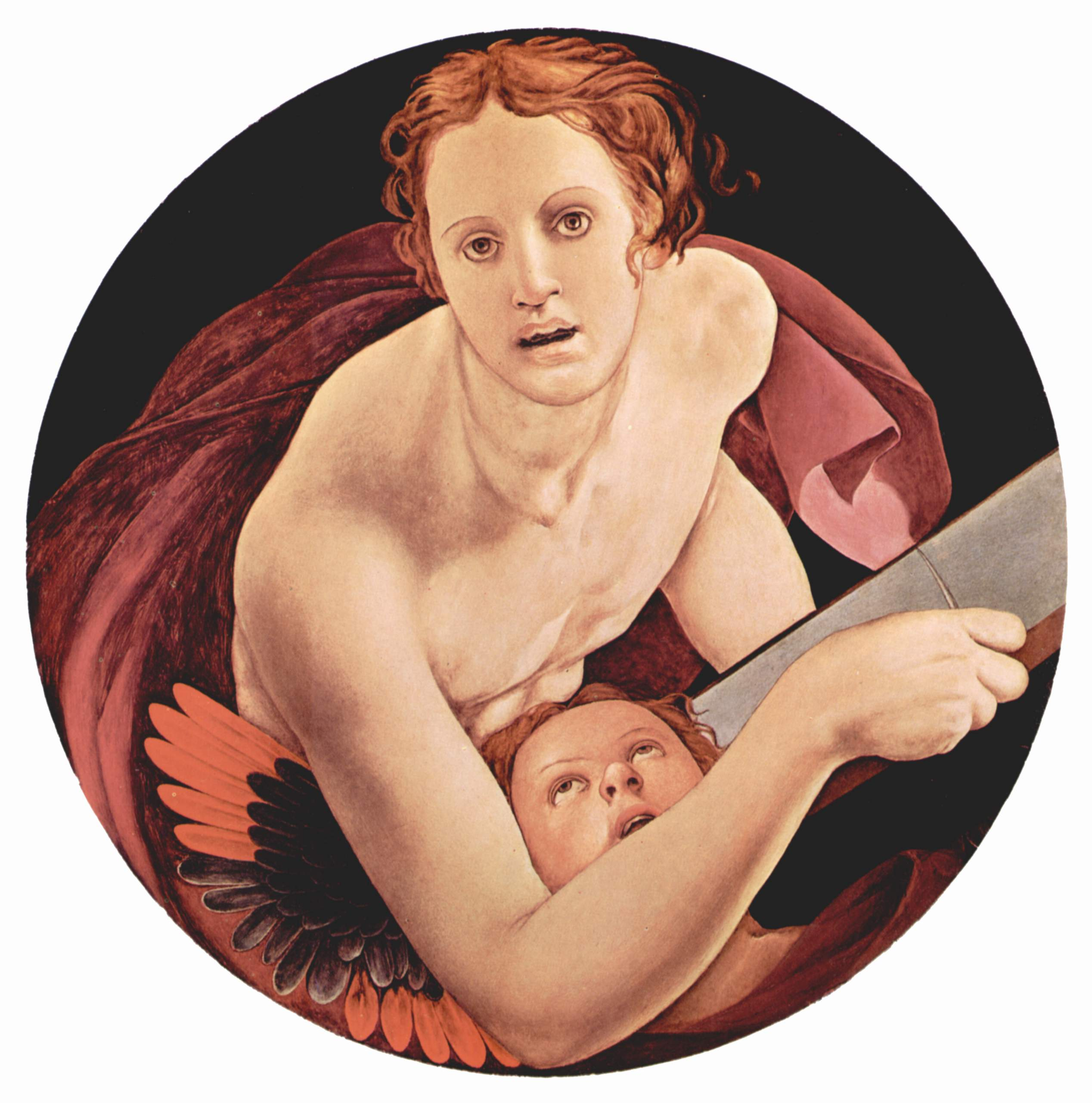
Saint Matthieu
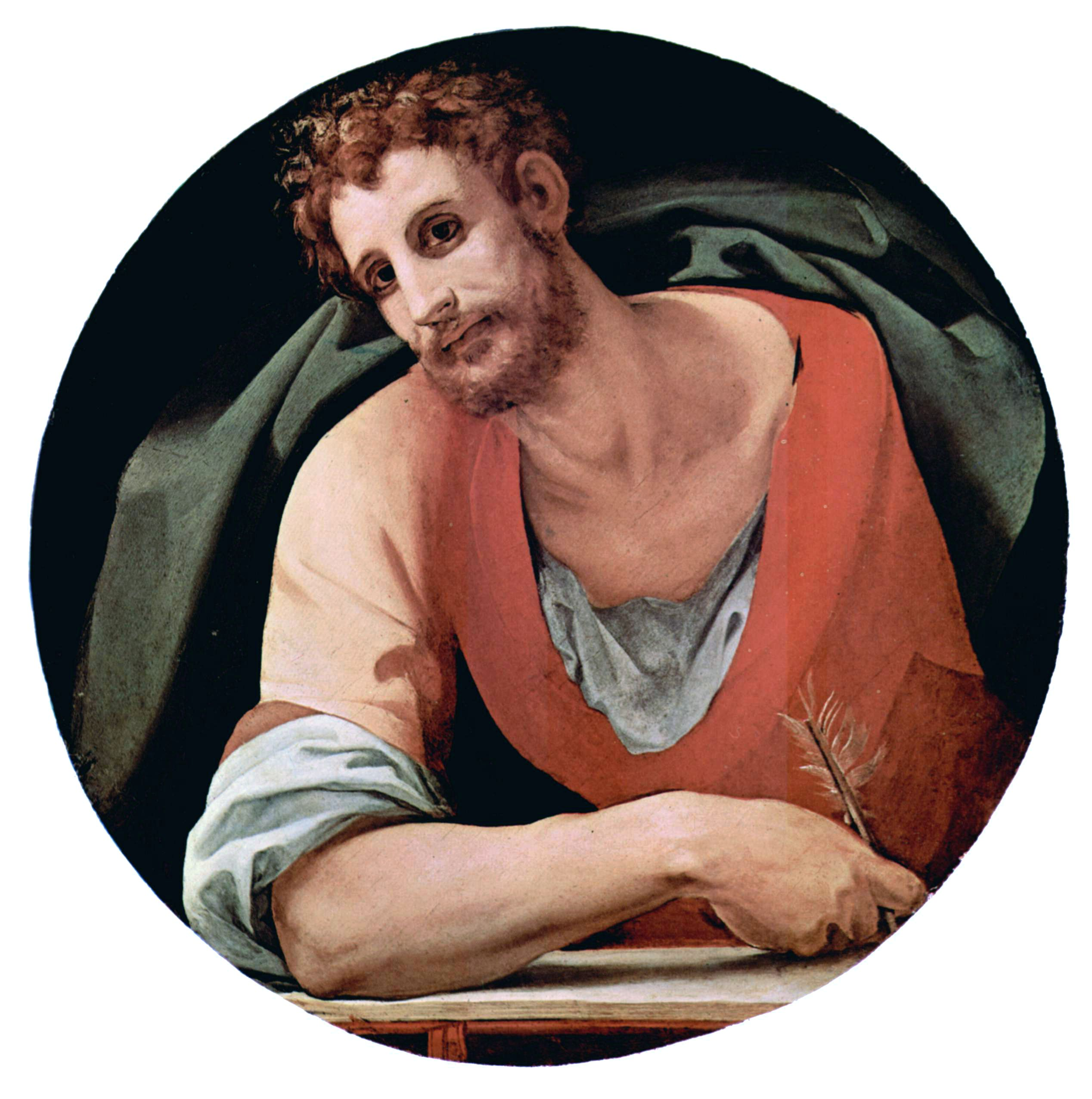
Saint Marc

### Œuvre détruite deVan Honthorst
Il exécuta en 1620 pour la chapelle Guicciardini une Adoration des bergers, longtemps conservée au Musée des Offices de Florence, mais qui fut détruite pendant les attentats mafieux du 27 mai 1993.

## Sources
- (en) Cet article est partiellement ou en totalité issu de l’article de Wikipédia en anglais intitulé « Santa Felicita, Florence » (voir la liste des auteurs).